# Mensur Mujdža
Mensur Mujdža, född 28 mars 1984 i Zagreb, SFR Jugoslavien (nuvarande Kroatien), är en kroatisk-bosnisk före detta fotbollsspelare (försvarare). Han representerade det bosniska landslaget mellan 2010 och 2015. Mujdža spelade under sin karriär för NK Zagreb, SC Freiburg och 1. FC Kaiserslautern.